# Степачевская (Архангельская область)
Степачевская — деревня в Шенкурском районе Архангельской области. Входит в состав муниципального образования «Ровдинское».

## География
Деревня расположена в южной части Архангельской области, в таёжной зоне, в пределах северной части Русской равнины, в 55 километрах на юг от города Шенкурска, на правом берегу реки Пуя, притока Ваги. Ближайшие населённые пункты: на севере деревня Новиковская, на востоке деревня Носовская. В непосредственной близости от деревни проходит автомобильная дорога федерального значения М8 «Холмогоры» и расположена АЗС «Роснефть».
Часовой пояс
Степачевская, как и вся Архангельская область, находится в часовой зоне МСК (московское время). Смещение применяемого времени относительно UTC составляет +3:00.

## Население
| 2002 | 2010 | 2012 |
| ---- | ---- | ---- |
| 11   | ↘5   | ↘4   |

## История
Указана в «Списке населённых мест по сведениям 1859 года» в составе Шенкурского уезда(1-го стана) Архангельской губернии под номером «2073» как «Степановская». Насчитывала 10 дворов, 38 жителей мужского пола и 49 женского.
В «Списке населенных мест Архангельской губернии к 1905 году» деревня Степачевская(Рековцева) насчитывает 19 дворов, 48 мужчин и 61 женщину.  В административном отношении деревня входила в состав Ровдинского сельского общества Ровдинской волости.
На 1 мая 1922 года в поселении 30 дворов, 53 мужчины и 83 женщины.